# Eucranium simplicifrons
Eucranium simplicifrons är en skalbaggsart som beskrevs av Leon Fairmaire 1893. Eucranium simplicifrons ingår i släktet Eucranium och familjen bladhorningar. Inga underarter finns listade i Catalogue of Life.